# قشرة لحم الخنزير

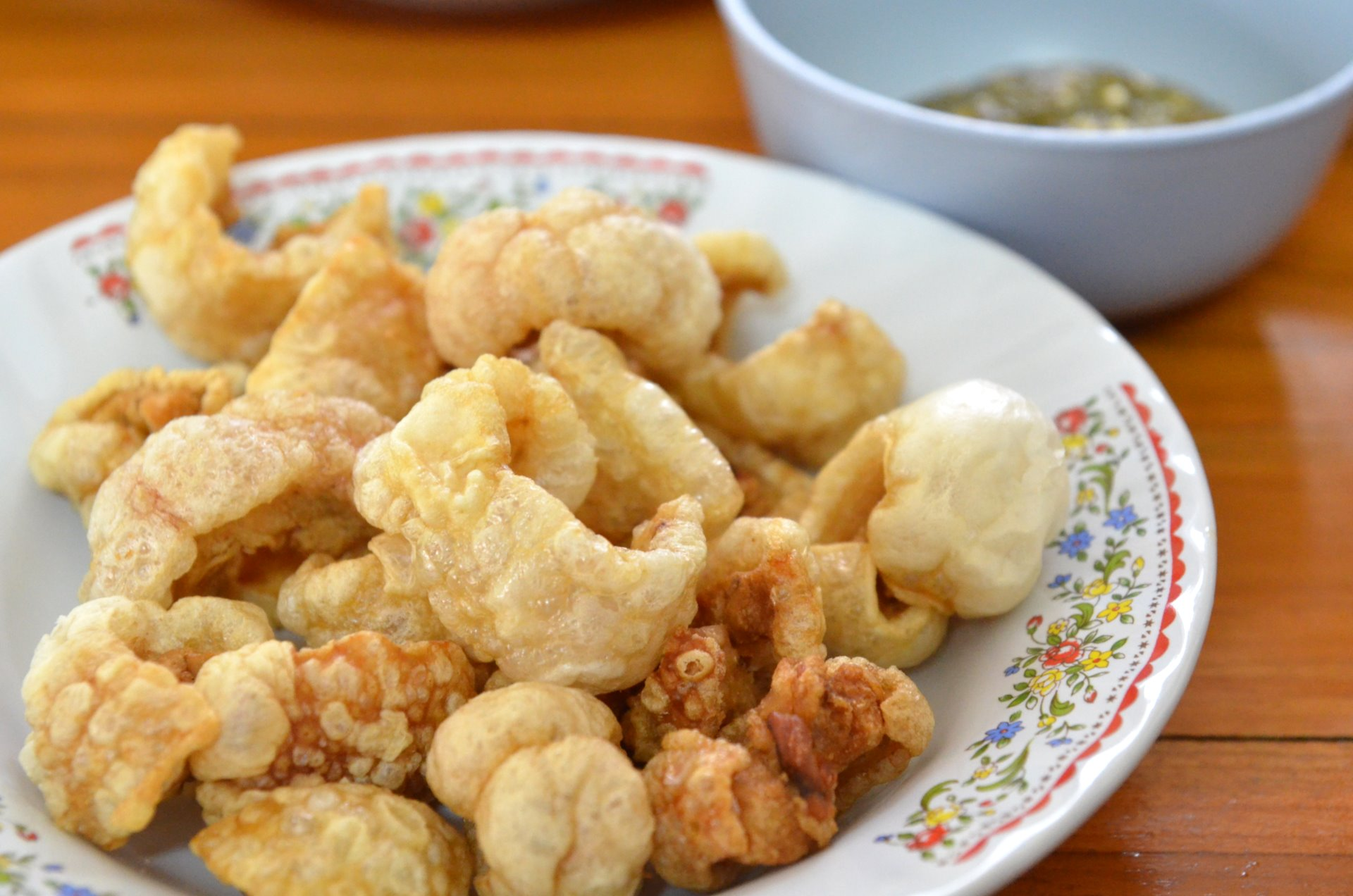
طبق لحم الخنزير في تايلاند

قشرة لحم الخنزير طعام من جلد الخنزير. هي مكون شائع في السجق وهي تساعد في تحسين لزوجتها.
من الممكن أيضا أن تغلي في دهنها وتتناول كوجبة صغيرة. التغلية تذوب الكثير من الدهن المتصل بالجلد، فالمنتج المقلي مصغر بقدر كبير. 

## وجبة خفيفة
قشر لحم الخنزير هي عامة ناتج عرضي من عملية تذويب الدهن، وهي تجعل حتى جلد الخنزير القاسي قابلا للتناول. في الكثير من الثقافات العتيقة، دهون الحيوانات كانت الوسيلة الوحيدة للحصول على الزيت الطهي وكانت شائعة في غذاء الكثير من الناس حتى الثورة الصناعية جعلت الزيوت النباتية أقل تكلفة.

## التباينات الإقليمية

### الأميركتان

#### البرازيل
توهاسمو (torresmo) هو وجبة صغيرة تقدم في الحانات في البرازيل، عادة في قطعات بحجم لقمة الفم. هو أيضا يرافق أطباق رمزية مثل فيجوادا وفيرادو.

### آسيا

#### الفلبين
تشيتشارون (من chicharrón في اللغة الإسبانية) يشترى عادة من بائعي البالوت كنوع من البولوتان pulutan (مقبلات تتناول مع المشروبات الكحولية).

#### تايلاند

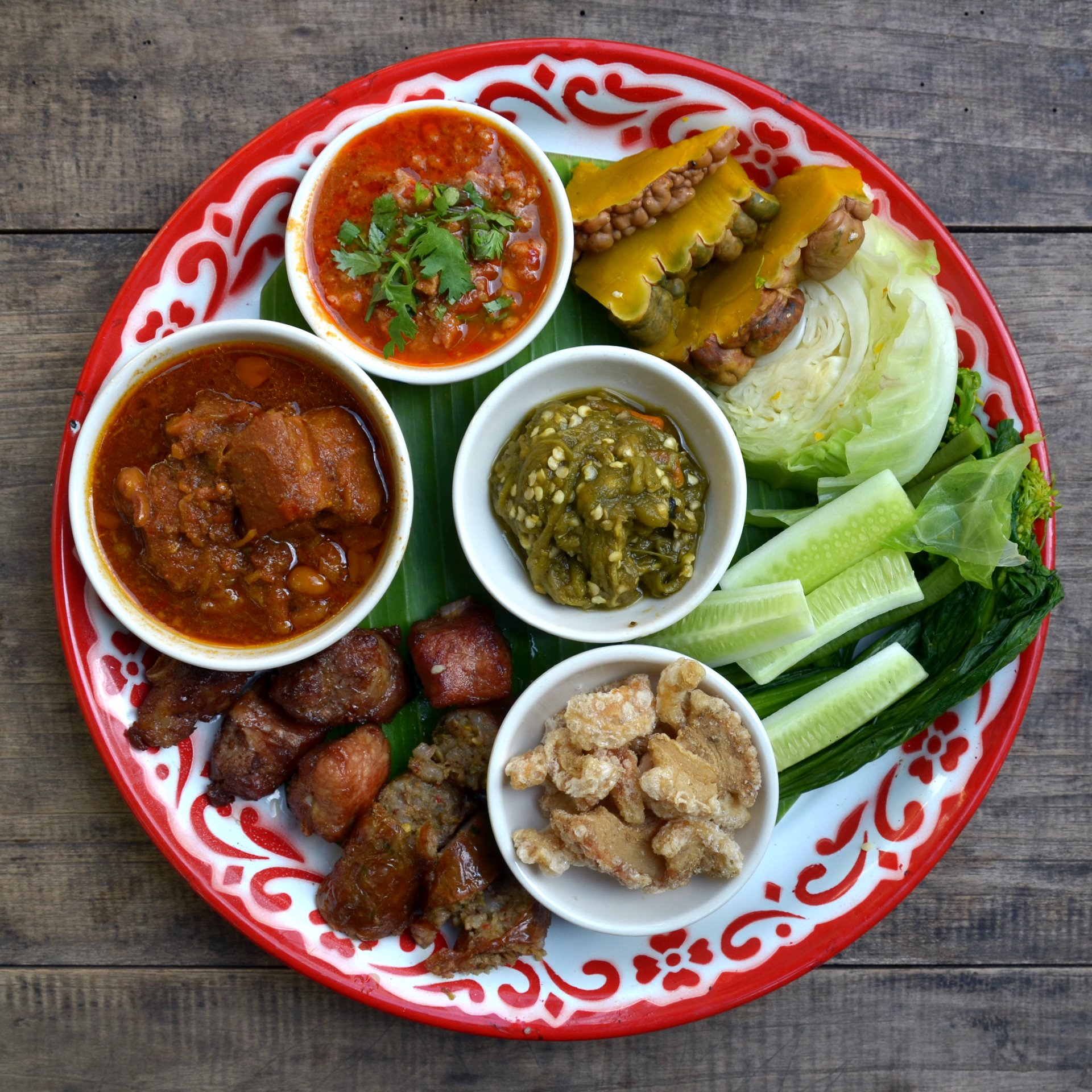
كهيب مو (في الصحن في أسفل الصورة) في تقديم كواحد من مقبلات في هذه المجموعة من أطباق شمال تايلاند

كهيب مو ((بالتايلندية: แคบหมู)‏, قالب:IPA-th) كما تعرف قشر لحم الخنزير في المطبخ التايلاندي، هي طعام شهي من مدينة تشيانغ مي في شمال تايلاندا. 